# Sematophyllum zuluense
Sematophyllum zuluense är en bladmossart som beskrevs av Magill in Magill och Edmund André Charles Lois Eloi `Ted' Schelpe 1979. Sematophyllum zuluense ingår i släktet Sematophyllum och familjen Sematophyllaceae. Inga underarter finns listade i Catalogue of Life.